# Đoàn tùy tùng
Đoàn tùy tùng (tiếng Hàn: 안투라지; Romaja: Anturaji) là một bộ phim truyền hình Hàn Quốc với sự tham gia của Cho Jin-woong, Seo Kang-joon, Lee Kwang-soo, Park Jeong-min và Lee Dong-hwi. Đây là một bộ phim hài kể về cuộc sống trong ngành giải trí, kịch bản dựa trên một series phim truyền hình Mỹ cùng tên. Đang được phát sóng trên truyền hình cáp tvN mỗi thứ Sáu và thứ Bảy lúc 23:00 (KST) bắt đầu vào ngày 4 tháng 11 năm 2016.
Mặc dù ban đầu phim gây sự chú ý từ công chúng từ dàn diễn viên, song lại khá thất bại và có tỷ suất người xem khá thấp tại Hàn Quốc.

## Tóm tắt
Là câu chuyện về một ngôi sao điện ảnh và những người bạn đồng hành của anh ta. Phim tập trung khai thác và bóc trần những mặt khuất đằng sau ánh hào quang của nền công nghiệp giải trí.

## Diễn viên

### Diễn viên chính
- Cho Jin-woong vai Kim Eun-gab

Giám đốc điều hành một công ty quản lý, biến Young-bin từ một cậu bé trở thành một ngôi sao tỏa sáng.
- Seo Kang-joon vai Cha Young-bin

Ngôi sao trong độ tuổi 20, được biết đến với vẻ đẹp trai. Mặc dù nổi như cồn nhưng diễn xuất của Young-bin dở tệ và anh mắc chứng hoang tưởng.
- Lee Kwang-soo vai Cha Joon

Anh họ Young-bin. Cựu thành viên của Sugar Boys, một nhóm nhạc thần tượng ra mắt cuối năm 90. Bây giờ, anh là một diễn viên đang tuyệt vọng và muốn được nổi tiếng.
- Park Jeong-min vai Lee Ho-jin

Bạn thân của Young-bin; đồng thời là quản lý của cậu, bị giám đốc điều hành đối xử tệ bạc.
- Lee Dong-hwi vai Geo-book (Rùa)

Bạn thời thơ ấu của Young-bin và Ho-jin. Một chàng trai tích cực và vui vẻ nhưng không được may mắn trong chuyện tình cảm. Công việc của anh như người lái xe và người thạo việc nhất nhóm.

### Diễn viên hỗ trợ
- Kim Jin-in là Seo Ji-an, nhà thiết kế nội thất cho căn hộ của những người nổi tiếng
- Ahn So-hee vai Ahn So-hee, diễn viên nổi tiếng, người yêu cũ của Young-bin
- Choi Myung-gil vai Kang Ok-ja, đồng giám đốc công ty quản lý của Eun-gab và là mẹ của Ji-an
- Yoon Ji-jin vai Yoon Se-na, vợ Eun-gab
- Amber Liu vai Joy Jung, thư ký của Eun-gab
- Ryu Han-bee vai Kim Yoo-bin, con gái Eun-gab
- Jang So-yeon như Jo Tae-young, giám đốc điều hành của Idea Production Company

### Khách mời
- Ha Jung-woo (tập 1)[4]
- Kim Tae-ri (tập 1)[5]
- Park Chan-wook (tập 1)[6]
- Lee Tae-im as Young-bin's girlfriend (tập 1)
- Mamamoo (tậ1)[7]
- Nayoung và Chungha (I.O.I) (tập 1)
- Kim Kwang-hyun của SK Wyverns (tập 2)
- Clara Lee (tập 2)
- DJ Soda (tập 2)
- Boom (tập 3)
- Spica (tập 3)
- Jin Seon-kyu vai bạn Eun-gab (tập 3-4, 6)
- Song Ji-hyo (tập 3)[8]
- Hyukoh (tập 3)
- Park Han-byul (tập 3)
- Song Hae-na (tập 3)
- Jin Goo (tập 4)[9]
- Yang Jung-won (tập 4)
- Lee Eun (tập 4-6)
- Jin Jae-young (tập 4)
- Lee Jun-ik (tập 4)[10]
- Kim Sung-kyun (tập 4)[11]
- Kang Ha-neul (tập 5)[12]
- Koo Young-jun (tập 5)
- Kim Ki-bang (ep 5)[13]
- In Gyo-jin (tập 6)
- So Yi-hyun (tập 6)[14]
- San E (tập 6)
- Nam Da-reum as Wang Ho (tập 6)
- Simon Dominic (tập 7)
- Seung Jae vai giám đốc công ty quản lý của Ahn So-hee (ep 7)[15]
- Jee Seok-jin (tập 9)
- Julien Kang (tập 9)
- Sam Kim (tập 9)
- Kyung Soo-jin as Seung-hyo (tập 10)

## Sản xuất
Buổi đọc kịch bản đầu tiên diễn ra vào ngày 28 năm 2016 tại trung tâm CJ E&M ở Sangamdong, Seoul. Bắt đầu quay phim vào ngày 1 tháng 6 năm 2016 tại một câu lạc bộ ở Drago, Seoul, và đóng máy ngày 26 tháng 9 năm 2016.
Bạn đồng hành được sản xuất và dự kiến cùng ra mắt ở cả ba thị trường Hàn Quốc, Trung Quốc và Nhật Bản. Bản quyền được bán cho Trung Quốc với giá 580,000 USD mỗi tập.

## Nhạc phim

### OST - MIXTAPE #1
| STT              | Nhan đề                           | Artists          | Thời lượng |
| ---------------- | --------------------------------- | ---------------- | ---------- |
| 1.               | "MASITNONSOUL (맛있는술)"         | Hyukoh           | 3:56       |
| 2.               | "MASITNONSOUL (맛있는술)" (Inst.) |                  | 3:56       |
| Tổng thời lượng: | Tổng thời lượng:                  | Tổng thời lượng: | 7:52       |

### OST - MIXTAPE #2
| STT              | Nhan đề            | Artists                | Thời lượng |
| ---------------- | ------------------ | ---------------------- | ---------- |
| 1.               | "The Good"         | Dok2 (feat. Hash Swan) | 3:00       |
| 2.               | "The Good" (Inst.) |                        | 3:00       |
| Tổng thời lượng: | Tổng thời lượng:   | Tổng thời lượng:       | 6:00       |

### OST - MIXTAPE #3
| STT | Nhan đề          | Artists               | Thời lượng |
| --- | ---------------- | --------------------- | ---------- |
| 1.  | "2Night"         | Eddy Kim & Punchnello |            |
| 2.  | "2Night" (Inst.) |                       |            |

### OST - MIXTAPE #4
| STT | Nhan đề             | Artists    | Thời lượng |
| --- | ------------------- | ---------- | ---------- |
| 1.  | "Entourage"         | Samuel Seo |            |
| 2.  | "Entourage" (Inst.) |            |            |

### OST - MIXTAPE #5
| STT | Nhan đề            | Artists                        | Thời lượng |
| --- | ------------------ | ------------------------------ | ---------- |
| 1.  | "Even You"         | Reddy (feat. Kim Boa of Spica) |            |
| 2.  | "Even You" (Inst.) |                                |            |

### OST - MIXTAPE #6
| STT | Nhan đề               | Artists                              | Thời lượng |
| --- | --------------------- | ------------------------------------ | ---------- |
| 1.  | "Put it down"         | Dok2 (feat. Kim Hyo-eun and Changmo) |            |
| 2.  | "Put it down" (Inst.) |                                      |            |

### OST - MIXTAPE #7
| STT | Nhan đề                  | Artists                         | Thời lượng |
| --- | ------------------------ | ------------------------------- | ---------- |
| 1.  | "Up up and away"         | Beenzino (Prod by Shimmy Twice) |            |
| 2.  | "Up up and away" (Inst.) |                                 |            |

## Tỉ suất người xem
Trong bảng dưới đây, các con số màu xanh chỉ tỷ suất người xem thấp nhất, các con số màu đỏ chỉ tỷ suất người xem cao nhất.
| Tập #              | Ngày phát sóng            | Bình quân khán giả  | Bình quân khán giả   | Bình quân khán giả |
| Tập #              | Ngày phát sóng            | AGB Nielsen Ratings | AGB Nielsen Ratings  | TNmS Ratings       |
| Tập #              | Ngày phát sóng            | Toàn quốc           | Khu Vực Thủ Đô Seoul | Toàn quốc          |
| ------------------ | ------------------------- | ------------------- | -------------------- | ------------------ |
| 1                  | Ngày 4 tháng 11 năm 2016  | 2.3%                | 2.3%                 | 2.8%               |
| 2                  | Ngày 5 tháng 11 năm 2016  | 1.2%                |                      | 1.5%               |
| 3                  | Ngày 11 tháng 11 năm 2016 | 1.6%                | 2.0%                 | 1.8%               |
| 4                  | Ngày 12 tháng 11 năm 2016 | 0.7%                |                      | 1.2%               |
| 5                  | Ngày 18 tháng 11 năm 2016 | 0.9%                |                      | 1.4%               |
| 6                  | Ngày 19 tháng 11 năm 2016 | 0.6%                |                      | 0.8%               |
| 7                  | Ngày 25 tháng 11 năm 2016 | 1.1%                |                      | 1.1%               |
| 8                  | Ngày 26 tháng 11 năm 2016 | 0.7%                |                      | 0.8%               |
| 9                  | Ngày 2 tháng 12 năm 2016  | 1.1%                |                      | 1.4%               |
| 10                 | Ngày 3 tháng 12 năm 2016  | 0.7%                |                      | 0.9%               |
| 11                 | Ngày 9 tháng 12 năm 2016  |                     |                      |                    |
| 12                 | Ngày 10 tháng 12 năm 2016 |                     |                      |                    |
| 13                 | Ngày 16 tháng 12 năm 2016 |                     |                      |                    |
| 14                 | Ngày 17 tháng 12 năm 2016 |                     |                      |                    |
| 15                 | Ngày 23 tháng 12 năm 2016 |                     |                      |                    |
| 16                 | Ngày 24 tháng 12 năm 2016 |                     |                      |                    |
| Tỉ suất trung bình | Tỉ suất trung bình        | %                   | %                    | %                  |

Note: Vì bộ phim này được phát sóng trên kênh truyền hình cáp (tvN) người xem TV phải trả phí và độ phủ sóng không được cao như các kênh công cộng (KBS, SBS, MBC & EBS)..

## Phát sóng quốc tế
Ở Trung quốc, bộ phim được phát sóng trên các trang web trực tuyến, cùng lúc như ở Hàn Quốc. Phát chậm hơn một tuần ở Nhật Bản qua kênh Mnet Nhật Bản. Ở Hong Kong, Singapore, Đài Loan, Malaysia, Indonesia Philippines, Thái lan, Campuchia, Myanmar, và Úc phát sóng trễ hơn ba ngày ở Hàn Quốc trên tvN Châu Á.